# Pravoslavný fundamentalismus
Pravoslavný fundamentalismus je fundamentalismus, jehož zdrojem je ortodoxní církev. Oblastí výskytu je převážně Balkán a Rusko. Je namířen proti Západu a všemu modernímu.

## Příklady
Například hnutí za tzv. pravé pravoslaví (rusky Истинно-Православной Церкви) probíhá již přibližně sto let. Ve sporech pak jde mimo jiné i o Juliánský kalendář (Paleoimerologites). Srbsko je státem, kde se projevuje fundamentalismus a jedním problémem je například i Kosovo. V Řecku například fundamentalisté odmítají nový průkaz totožnosti, že bude obsahovat číslo 666. V Rusku se staví proti komunismu.